# Pentaphylloides parvifolia
Pentaphylloides parvifolia là loài thực vật có hoa trong họ Hoa hồng. Loài này được Soják mô tả khoa học đầu tiên.